# Out from Out Where
Az Out From Out Where volt Amon Tobin negyedik lemeze a Ninja Tune kiadónál.

## Számok
1. "Back From Space" – 4:52
2. "Verbal (featuring Mc Decimal R.)" – 3:55
3. "Chronic Tronic" – 6:07
4. "Searchers" – 5:45
5. "Hey Blondie" – 4:31
6. "Rosies" – 5:22
7. "Cosmo Retro Intro Outro" – 4:07
8. "Triple Science" – 4:48
9. "El Wraith" – 5:59
10. "Proper Hoodidge" – 5:25
11. "Mighty Micro People" – 5:48